# 不徳のギルド
『不徳のギルド』（ふとくのギルド）は河添太一による日本の漫画作品。『月刊少年ガンガン』（スクウェア・エニックス）にて、2017年7月号（6月12日発売）より連載中。2024年3月時点で累計部数が200万部を突破している。

## 概要
著者にとって3作目の連載作品。西洋風ファンタジー世界を舞台に、魔物を狩る「ガード」の職を辞するために後継者を求めている青年と、後を任せるにはまだ能力が未熟なヒロインたちとの訓練や魔物狩りを描く。
ギャグコメディパートがメインだが、時には突然変異によって強大な力を持った魔物との生死を賭けた戦いである、「ネームド戦」と呼ばれるシリアスな流れもある。6巻で初めてシリアスが続いた際には不評ではないかと不安もあったと著者は述べていたが、9巻収録分のネームド戦では読者アンケートが過去最高の順位に達したという。
公式での作品紹介には「狩猟エロコメディ」、「ヒロインが辱めを受けまくる超問題作」とある。
公式の紹介文にもある通り、過激なエロ描写が特徴の一つ。マナ（魔力）を求めた魔物たちが、マナを効率よく得るためにヒロインたちを性的に激しく責め立てるのが恒例となっている。魔物たちにとっては食事の一種でしかなく性的な一線を超えることはないが、手指や舌だけでなく触手や特殊な毒などを用い魔物らしいバラエティ豊かな方法で陵辱が行われ、ヒロインたちが悔しがりながらも感じてしまう。
本誌やガンガンONLINE掲載時には乳房などが大きな四角い黒塗り（いわゆる黒海苔）やR18マークで隠され、一部の漫画アプリ掲載時にはより強い規制でページのほとんどが見えなくなることもある。単行本では規制が解除され乳首や下着などが描かれる。
そういった作風から、著者はアニメ化発表の際に「作風上荒れる事もあるかと思いますが、その時は一緒に怒られて下さい。我々は一蓮托生」と述べた。
世界観は一般的なファンタジー作品に準じたものではあるものの、テレビ・掃除機などの家電製品・パソコンや携帯電話などの情報機器・電車など、現代の各種工業製品が社会に普及している。ただし戦闘に用いられる重火器は存在しない。また、本作における学校制度は概ね現代日本と同じで、中学、高校、大学について語られることがある。漢字が登場するなど、言語も現代日本に準じている。

## あらすじ
魔物を倒す「ガード」に高卒で就職したキクルは、訓練と実戦に10代を捧げ気づけば20歳になり、今からでも青春がしたいと考えていた。ガードを辞めて大学に入り、キャンパスライフの中で恋がしたかった。しかし、メブキの街で最も優れたガードのキクルが急に辞めてしまえば治安が崩壊しかねない。
ギルド職員のエノメは、キクルの引退を引き止め、「出会いのなさ」が辞める理由ならばと獣人の美少女武道家ひたむきを紹介した。キクルは全くその気にはなれず、ひたむきを後任にして地域を託せば辞められると目論んだ。だが、共に魔物退治に出てみれば、初陣のひたむきは弱く、それどころか魔物を惹きつける体質らしく目の前で陵辱され戦闘不能になってしまった。キクルは無事に引退するためにひたむきを鍛え上げようと決意した。
ひたむきの他に、白魔術師のメイデナ、黒魔術師のトキシッコ、戦士のハナバタ、赤魔術師のノマ、盗賊のコインなどの新人ガードがキクルの教えを受けるようになるが、彼女たちも能力にムラがありトラブルが絶えない。キクルは思い描いていた青春から遠ざかりつつ仲間たちとの絆を深めていく。

## 登場キャラクター
声の項はテレビアニメ版の声優。

### パーティメンバー
キクル・マダン
声 - 福原かつみ
主人公の青年。ジョブは「狩人」。武器は弓矢と短刀。20歳。
幼少のころより壮絶な訓練を強いられ、18歳になってから実戦に就き、「華の10代」を棒に振ったと後悔している。同世代のように大学に入ってキャンパスライフを楽しみ恋人も作りたいと夢見ている。舞台となる街メブキで勤続2年目にして最も活躍する「エース」であるが、早く引退したいという意向からメディアへの露出をしないため影が薄い。浮かれた夢を持つ一方で、訓練漬けの生活が習慣化しており鍛えていないと落ち着かない。
ボブカットの髪はくすんだ緑で、前髪の一部は白い。顔つきは幼さを残すが体は筋骨隆々で、胸、背中、右手首などに鍛錬や魔物討伐の跡である深い傷跡がある。
色恋に疎く童貞。女性たちが魔物に凌辱されている現場を見ることに関してはすぐに免疫ができてしまいあまり動じなくなったが、恋愛めいた会話や肉体的な接触には耐性がなく激しくうろたえる。女性と良い雰囲気になったとしても、デリカシーに欠けた発言をして壊してしまう。誹謗中傷に弱く、貶されると酷く落ち込む。
ひたむきを始めとして新人ガードの教育を担当するが、彼女たちの癖の強さに振り回されてしまうことが多い。
戦闘では前衛後衛など一人でなんでもこなせるが、マナの通り道である魔道を過去に激しく損傷し失っており、マナを一切使えない。気配を消す「隠密」、投擲の精度を上げる「投擲術」、瞬間的に加速する「縮地」、高速の太刀筋「刹那」といったスキルは本来マナを消費することで発動できるものだが、キクルは鍛え抜いた心身のみでそれらと同様の働きを見せる。キクル独自のまがいもののスキルは「零式」と名付けられているが、本人は中二病のようなネーミングだとして避けている。スキルはジョブに依存するものだが、零式によって「狩人」だけでなく職域を超え「忍者」などのスキルも使えているかのような状態。
二つ名は「零のキクル」。
ひたむき / ヒタム・キャン
声 - 礒部花凜
ジョブは「武道家」。18歳。「へっぽこ武道家」と称されている。
犬耳としっぽを生やした獣人で、小さな牙を覗かせている。髪色は紫。ハチマキをつけ、トップスは道着風で、スパッツを履いている。全体的に肉付きが良く、巨乳で足が太い。武器はナックル。
本名は「ヒタム・キャン」。「ひたむき」は愛称で、作中では主にこの名で呼ばれる。愛称通り、ひたむきに頑張ることを信条とする。穏やかで裏表がないが、考えなしに敵に突っ込んで返り討ちにされてしまうなど浅慮さが目立つ。
人一倍魔物を惹きつけては陵辱される不幸な体質。その原因は、空気中に存在する魔素を瞬時に自身のマナに変えられる体質にあり、つまりは実質的にマナが無尽蔵なため。常人はひたむきの100分の1も魔素を変換できない。戦闘中に転ぶなどのドジな振る舞いは、無尽蔵のマナによって空気中の魔素と自らの肉体の境界が曖昧になり、距離感が掴みにくいことから起きている。
武道家の「武技」には体内のマナを使った自己治癒術「チャクラ」があるが、万能なマナの性質からか、ひたむきはこの技を服を脱いだ状態で抱きしめ、肌同士を密着した相手にも効果をおよぼす「みっちゃくら」へ昇華させた。他者への回復手段は白魔法がほぼ唯一のスキルであるため、このスキルは実質ひたむきにしかできない、いわば異例の存在である。
獣のイメージが強い獣人は嗅覚、聴覚に優れていると誤解されがちだが、ひたむきの感覚が修行により異常に発達しただけで、他の獣人は聴覚はともかく嗅覚は他種族と大差ない。
回復に索敵と、武道家というジョブに関係のない能力ばかりが高く、性格的にも武道家よりもヒーラーなどの後衛に向いているが、転身する気はない模様。
ブル県から越してきて一人暮らしをしており、家事が得意で料理上手。
身長152センチメートル、体重51キログラム、B89(F)→90(G)/W60/H91(成長中)
メイデナ・アンジェ
声 - 渋谷彩乃
ジョブは「白魔術師」。「つんけん白魔」と称されている。15歳の高校生で、本来ガードは18歳以上しか就けないが、高い能力を評価され、特例でガードに就職している。
神フェニザスクの敬虔な教徒であり、神からの祝福を受け治癒魔法を中心とした強力な術を使え、神から授かった聖紋が腰にある。武器は杖。回復職である以上当然だが戦闘は苦手。
白魔術師は死んでさえいなければおおよその負傷を治せるが、病院や製薬会社などの医療業界への圧迫を避けるために、患者はその治療に見合った金額を白魔術協会に納めなければいけない規則がある。
容姿は同年代の中でも一際幼く華奢で、発育が悪いことを気にしている。銀髪のロングヘアで、深いスリットが両サイドに入ったロングスカートを履いている。
普段は潔癖で刺々しいが、追い詰められると幼子のように泣いて座り込み戦いを放棄し、泣き叫ぶ声が別の魔物まで引き寄せ事態を悪化させる。当初はキクルのことを、「出会い目的」で活動していると誤解して冷たい態度を取っていたが、次第に軟化していき幼さが目立っていく。
猫の姿をした魔物「ネコダマシイ」に一度憑かれて以来懐かれ、時たま猫耳少女と化す。臆して身動きできない時でも、ネコダマシイの憑依によって俊敏に攻撃を回避できたりと身を守るのに役立っている。
身長140センチメートル、体重34キログラム、B69(AA)/W54/H77
トキシッコ・ダナー
声 - 大地葉
ジョブは「黒魔術師」。18歳。「ものぐさ黒魔」と称されている。
黒髪ツインテールの麻呂眉。武器は杖。
細身で体力がなく、多少走っただけですぐに疲れ果ててしまう。杖を用いて強力な攻撃魔法を使えるも、運動不足が祟り反射神経が鈍く、中々敵に命中させられない。投げやりに大技を使った結果自滅やフレンドリーファイアをしてしまうことも。
語尾がカタカナで表記される独特な話し方をする。生活のためにガードとして働いてはいるものの、引きこもり傾向があり労働意欲はないサボり性。キクルから訓練を受ける際も、回数を誤魔化して手を抜きがち。しかし嫌がりつつも着実に鍛えられてはいるようで、戦闘能力は向上傾向にある。
親にトキシック（毒）を由来として名付けられ、命名により能力を付与する「呪名」により毒への耐性を持つ。この体質のために病気にかかったことは一度もない。体液を与えることで、他者を解毒することもできる。
からかい好きで、下ネタを飛ばしたり、意図的にキクルに対し扇情的に振る舞い、彼の童貞らしい反応をいじることがある。カメラ付きの携帯電話（いわゆるガラケーで、この世界ではスマホまでは発展していないとの、作者からの注釈が単行本６巻に載っている）を持ち歩いており、キクルが失態を犯した時にはすかさず撮影してからかいの材料にする。一方、キクルが無理をしている時にはいち早く気づき諭して解きほぐすなど、大人びた一面もある。メイデナの事も頻繁にからかうため彼女からは度々敵視されている。
身長159センチメートル、体重46キログラム、B78(B)/W59/H82
ハナバタ・ノーキンス
声 - 鎌倉有那
ジョブは「戦士」。18歳。「酔いどれ戦士」と称されている。
有名な武装品メーカー・ノーキンスポーツの社長令嬢。トキシッコの幼馴染。武器は打面が花びらを模した形状となっているハンマーで、殴られた相手には花びら型の跡が付く。
凛々しく礼儀正しく、怪力で戦闘力も労働意欲も高く、一見まともな戦力に見えるが、「狂花」すると暴走してしまう重大な欠点を持つ。
戦士が使える「狂化」は体中のマナを脳に送り込んで理性を失うことと引き換えにリミッターを解除して激しい力を出すというものだが、ハナバタは魔力耐性が低く脳にマナを送る段階で許容量を超えて「マナ酔い」を起こし、制御を失ったマナが体内で高速循環し肉体を補強する「狂花」になってしまう。「狂花」中は人格が幼児退行を起こして言動も顔つきも幼稚になり、「フルで行くのらーっ」と叫びながら無差別に暴れる。「狂花」の名称の由来は、マナ酔いの際に、溢れ出たマナで頭から花模様を飛ばすため。また、「ふら ふらわ〜」と言いながらふらつく。狂花時の記憶は残らないため、周囲が隠していることもあって勇ましく戦っているものだと本人は長く思っており、録画された狂花時の姿を見せられた際にはショックを受けた。
ピンク色のボブカットで、キクルよりやや長身で全体的に体格が良く、胸は作中最大のKカップあり、本人は小さく細くなりたいとコンプレックスを抱いている。。
キクルの活躍を初対面以前から知っており、登場時からキクルに恋をしている。そのためか狂花時には敵を倒した後甘えてキクルを抱き潰してしまうが、共にいる他のヒロインらに危害を加えることはない。他のヒロインらが彼と親しく接することに密かに胸を痛めている。
二つ名は「大輪のハナバタ」。
身長178センチメートル、体重69キログラム、B110(K)/W67/H96
ノマ・ルーン
声 - 白砂沙帆
ジョブは「赤魔術師」。妖精族で、可憐な美少女のように見える男性。声も高く女性的。長命で、中性的な容貌と種族内での性差が小さいと言われる妖精族でもイレギュラーと思われる容姿。一人称は「ボク」で、金髪のロングへアに、いわゆるエルフ耳をしている。
カミカイヒに襲われ、自分の白魔法では毒を解毒しきれずに動けなくなっていたところを、メイデナ達に救助された。
攻守両方の魔術を行使し戦いぶりに安定性はあるも、どちらも上級呪文は使えず、難敵相手の決定打に欠ける。同じ名称のスキルでも、白魔術師など「本職」に比べると効力が小さい。
自分が女性的であるという自覚はあまりなく、同性同士としての親しい振る舞いが、異性愛者であるはずのキクルをもしばしばときめかせてしまう。ノマ本人はキクルに対してそういった感情は一切ない。女性ばかりを凌辱の対象とするはずの魔物のターゲットにされている。
生真面目な性格の為、キクルと同様他のメンバーの癖の強さに振り回されることが多い。
身長163センチメートル、体重46キログラム、B78/W62/H81
コイン・ロンリバス
ジョブは「盗賊」。18歳。
元はコダマの街の住人。男性たちとパーティを組み、自らが戦うことはほとんどなく男性陣に守ってもらい討伐実績やアイテムを貢がせる「姫プレイ」を行う、「オタパーの姫」（オタクパーティの姫、の意）をしていた。強力な魔物に襲われた際に男性陣に見捨てられたところをキクルに救われ、エースに取り入ったほうが実入りが良いという打算からキクルのパーティに加入。表面上の媚びと腹黒な本性という二面性を持つが、露骨すぎるためキクルには初対面でバレており、すぐに素で振る舞うようになった。
武器はロックハート（短剣）。五感を肉体より遠くへ飛ばしての「盗み見」や、「盗み聞き」に長ける他、影を実体化して操ることができる。ただし未熟なため、窮地の際しか影を使えない。
外ハネの強いロングの金髪で、大きな髪飾りをつけている。自らを巨乳だと思い誇っていたが、並外れた巨乳の多いメブキの街では相対的に「貧」だとトキシッコに言われ理不尽さを感じている。
身長165センチメートル、体重49キログラム、B86(D)/W60/H85

### メブキの街の住人
エノメ
声 - 大久保瑠美
ジョブの紹介などを行うギルド職員の女性。31歳。
幼いころから過酷な訓練に明け暮れていたキクルへ母性的に優しく接し、キクルが異性として最も憧れを持つ人物。キクルからの想いには気づかず、彼を年の離れた弟のような存在と思っており、恋愛対象とみなしていない。青春を楽しみたいとしているキクルの引退願望を出会いがないせいだと解釈し、美少女ガードを次から次へと斡旋する。
戦闘能力はほとんどなく、著作権フリーの防御魔法をいくつか使えるのみ。
母のテース・ノースはフウロウ海浜で温泉旅館の女将を務めている。母は妖精族と人間のハーフ、父は純血の妖精族であり、つまりエノメは人間の血が1/4入ったクォーターである。
人妻であり、11歳になる娘がいる。夫は長期不在で、噂によれば浮気性のろくでなしであり、娘は顔も知らない。夫について多くを語らないが、母子ともに特別な存在とテースから評されている。
身長163センチメートル、体重57キログラム、B103(J)/W64/H92
エシュネ
声 - 小路裕夕
エノメの娘で、ギルドで手伝いをしている。11歳。髪留めを3つつけ、これらがウインクをしている顔文字のように見えるのが特徴。
顔すら知らない実の父を嫌って母とキクルが結ばれて再婚することを願い、キクルを「パパ」と呼ぶ上、二人をくっつけようと何かと裏工作を行う。言動は耳年増で、体は発育が良く年の割に胸が大きい。
レスミス・ケアー
声 - 結木梢
病院で看護師を務めていたが、後に転職しギルド職員。
22歳だが小鬼族であるため女児のような風貌で、身長110cm。額に2本の角を生やし耳が尖っている。多忙で過労気味なエノメをサポートするための求人で採用されたが、不器用さで余計に足を引っ張りがち。
ライア、レイア
声 - いなせあおい（ライア）、天野聡美（レイア）
ギルドで働くカジリスの姉と妹。
ヨウ・スミス、センリク・テツタイト
声 - 大野智敬（ヨウ・スミス）、中島卓也（センリク・テツタイト）
メブキの街のガードで、ノマの元パーティーメンバー。ジョブはヨウが「黒魔術師」で、センリクが「戦士」。
イズ・ミーン・ミル
声 - 飛田展男
ジョブは「学者」。小鬼族であるため男児に見えるが実年齢はアラフォーで、淡々とオヤジっぽいセクハラを吐く。魔物に関する研究を行いつつ、古書店を営んでいる。幼いキクルを鍛えた者の一人。思考を彼の脳内で完結させてしまい、わざわざ話すのが億劫という理由で他人には「起」「承」「転」を省いて「結」のみ話す悪癖を持つ。その割に雑談は長い。
魔術の封じられた札を制作することができ、使えば素養のない者でも魔術を発動できる。
トゥルー・ノーキンス
声 - 大泊貴揮
ハナバタの父で、有名な武装品メーカー・ノーキンスポーツの社長。ジョブは「戦士」で、父（ハナバタの祖父）から社長業を引き継ぐまでは会社勤めの傍らでガードとしても活躍していた。出動回数こそ少ないものの強さは確かなものだった。
新人時代のキクルの討伐を見かけて素質を見抜き、娘の婿になってほしいと望み、露骨に二人を結びつけようとしている。無意識に強い威圧感を放ってしまうため、相手をなごませようとジョークをよく飛ばすが逆効果になっている。実力は健在だが、強すぎるオーラは勘の良い魔物を退け、ガードをやる上では不利にもなっている。
ハウンズ・スチュワート、ラニ・ウッドマン、クララ・シック、リアン・ヴィクトル
声 - 家中宏（ハウンズ・スチュワート）、大野智敬（ラニ・ウッドマン）、いなせあおい（クララ・シック）、天野聡美（リアン・ヴィクトル）
ハナバタに仕える使用人たち。

### 他の地域の住人
ミシェリー・ヒット
高齢者ばかりの限界集落・タネの村を守る唯一のガードで、ジョブは「騎士」の女性。21歳。
黒髪をポニーテールにしている。袴を思わせるやや和風テイストの服装で鎧を身につけている。顔の上半分を覆う兜は極度の人見知りなせいもあり、業務外では狐のお面で顔を隠す。ネガティブ思考で自己肯定感が低く、話し声は聞き取りにくいほどに小さい。酒が入ると陽気になって調子に乗るタイプだが、酔いが覚めた後も記憶が鮮明に残るため、ひどく後悔する。
後任を探しているキクルに戦力として見込まれるも、地元を守るためにメブキへの移住はできず、パーティに入ることはなかった。キクルらに心を開き、時たま交流する。
身長173センチメートル、体重63キログラム、B99(G)/W65/H93
カンゼボウ・ビー
コダマの街のエース。ジョブは「騎士」の狐の獣人。テレビ出演なども果たし、街の外でも知られ尊敬されている有名人。
「完全防備」の呪名を持ち、物理・魔法などあらゆる攻撃を受けず傷を負わない。口内や臓器も同様で、毒の類も無効。防御をする必要はないが巨大な盾を持ち歩き、柄をつけて武器として使っている。
驕ったところのない爽やかな好青年。
二つ名は「無傷のカンゼボウ」。
オックリ・ビー
コダマの街のガードで、ジョブは「屍術師」。19歳。カンゼボウの妹で、コンビパーティを組んでいる。兄と同じく青いショートヘアの狐の獣人。
鎌を用いて死者を操ることができ、意のままに操作する「ドミネト」と、死者本人に行動を委ねる「リビデド」を使える。呪名が強すぎるために我が身を守ろうとしない兄を心配し、両親は既に亡く二人きりの家族だからと依存気味。
キクルのことを、兄と同じエースでありながら知名度が低く突出した能力もないと見下し高慢な態度が目立っていたが、後に実力を認める。キクルのパーティメンバーらの未熟さも侮っていたが、ひたむきの優しさに心惹かれ彼女に対し友人以上の想いを抱く。
身長162センチメートル、体重48キログラム、B83/W59/H83
サン・ホシ
コダマの街のガードで、ジョブは「魔物使い」。20歳。小鬼族のため背丈はまるで女児のようだが、アンバランスにグラマラス。
茶髪のサイドテールで、額から2本の角を生やしている。クールで無愛想。幼い容姿を馬鹿にしてくる者を何人も締め上げてきた実力から「女帝」の異名を持つ。鞭を用いて魔物を調教することができる。本来なら魔物に頭痛を引き起こす程度のスキルでも、脳の動脈を断ち切って殺すスキルとして発動できる。
親族が高級レストランの「スリースターズ」を経営しており、経営者一族同士でノーキンス家と古くから交流がある。ハナバタに憧れを持たれ姉のように慕われており、サンの方もハナバタを可愛がっている。
二つ名は「女帝サン・ホシ」。
身長112センチメートル、体重24キログラム、B71(E)/W45/H74
サラン・ブレイド
イバラの街のエースの青年で、ジョブは「魔法戦士」。
強力な剣士と魔術師を両親に持ち、物理的にも魔術的にも生まれつき才能に恵まれ、外見も美青年であり、天が何物も与えた天才だと称賛されている。
武器や防具を模した属性スキルを状況に応じ器用に使いこなす。
二つ名は「精良のサラン」。
ラコブ・ウデプシン
イバラの街のガードで、ジョブは「戦士」。イバラの上位ランカーで、サランと行動を共にしている。
ズソー・コマクリ
イバラの街のガードで、ジョブは「呪術師」。イバラの上位ランカーで、サランと行動を共にしている。

### 魔物

#### ネームド
突然変異により強力な力を持ち、固有名称を与えられた存在。一部を除き、作中の一般的な魔物とは異なり女性を性的に弄ぶようなことはなく、誰であろうと容赦無く殺害しようとする。
カミカイヒ
蜘蛛の魔物「ヨケグモ」のネームド。名前はギルドが公表する前に討伐されたため、討伐者であるトキシッコによって名付けられた。
本来のヨケグモは体長30cm程度だが、この個体は異常に巨大化し人間よりも大きく力も並外れて強い。通常種は敵意を察知して攻撃を「避ける」ことからヨケグモという名だが、その特性は巨体でありながら健在で、動きが素早い。通常種は小動物を狩るが、巨体にあわせて捕食対象も大きく、人間を襲う。一噛みで相手を死に至らしめる猛毒、鉄よりも強靭な糸を持つ。糸は粘着性も持ち、巣に触れると人間でも絡め取られて身動きできなくなる。ただし糸は従来通りタンパク質ゆえ火に弱く燃やすことができる。
発見された際は既に周囲の魔物が危険を察知して住処を移しており、獲物を求めて町に襲い掛かる可能性がある危険な状態となっていた。
テレビアニメ版では名付けがされていないため、一貫して「ヨケグモ」とのみ呼ばれている。
ナイトメア
フクロウの魔物「オウルナイト」のネームド。命名はギルド。
人よりも巨大。まきちらした黒い羽に触れた者を短時間盲目にするスキル「暗闇」、広範囲を闇に染めてしまうスキル「夜の帳」を持つ。「夜の帳」の中にいる時は視界が効かず、内側で点けた灯りも闇に吸収されてしまう。
右脳と左脳が交互に休む半球睡眠により昼夜を問わず警戒を怠らず、ずば抜けた聴力を持ち攻撃は困難。通常のフクロウと同様羽音が立たないため、闇の中では気配を悟りにくい。
マスラオウ
猿の魔物「バイマシラ」のネームド。コダマ山に生息。名称は人間につけられたものではなく、自称。
知性を持ち人語を解する。同族だけでなくあらゆる種の魔物を使役できるスキル「総大猩(そうだいしょう)」によって多数の魔物の指揮を取り戦略的に戦う。また、自分よりマナ量が劣る者の魔力干渉を無効化する「猴帝（こうてい）」、自らの体格を5倍（体積にして125倍）にする「猿魔羅閣（えんまらじゃ）」を使える。猿魔羅閣を使わない状態でも通常のバイマシラより巨大。
圧倒的な力を持ちながらも長い間身を潜め、人に危害を加えることはなかった。しかし急に暴れるようになり、山に踏み入る人間を何十人も殺めるようになった。
セイテン
ナマケモノの魔物「フエテ」のネームド。コダマ山に生息。名称は人間につけられたのではなく、別のネームドから授けられた。
二足歩行し人語を解し、識字能力もある。知性なきフエテの同族らの輪に入れず孤独を感じ、人間と言葉を交わして仲良くなりたいと望んでいたが、警戒されることを恐れ近づけないでいた。口調は穏やかで少年的。
質量のある分身を生み出すスキル「真外身（しんがいしん）」、鋭利な爪を伸ばし突き刺す「如意金爪（にょいこんそう）」を使える。

#### その他の魔物
スライム
不定形で柔らかくとらえどころがない魔物。核を潰すことで簡単に倒せる雑魚。ほぼ球状で、垂れた犬耳のようなものを生やす。
デカイム
声 - 手塚ヒロミチ
巨大なスライム。巨体な分弱点の核まで攻撃を届かせづらく、人間をまるごと包み込むことができる。
トドクマ
声 - 大泊貴揮
クマのような体格に、トドのような牙を生やした大型の魔物。渦上の毛の下の皮膚にはたるみがあり、関節を自由に外せることと合わせ遠くまで手が届く。
スタコラビ
ウサギのような魔物で、首周りや尻尾周りの毛が☆マークに似ている。見た目は可愛らしいが凶暴で、弾丸のような速さで突進して攻撃してくる。
イライノ
猪のような魔物。垂直に突き立ったような牙と、同じく突き立った頭部と臀部の毛並みが特徴。肉は食べると美味。
ヤマネッコ
声 - 手塚ヒロミチ
ネコのような頭部をした魔物で、半ば植物。根っこを触手として扱い攻撃してくる。
カジリス
リスのような魔物で、人間のもとで家事を行う益獣。
カオダイショウ
蛇（アオダイショウ）のような魔物で、両端に二つの顔を持つ。毒はない。
モノトリー
声 - 手塚ヒロミチ
カラスのような魔物。普段は渦巻状に収納している長い尾羽根を持ち、触手として操ることができる。
ヨケグモ
蜘蛛（ゴケグモ）のような魔物。大きさは30cm程度。人間への害はほとんどなく、小型の魔物を捕食対象にするため半ば益虫のような存在。敵意や殺気を察知して、「避ける」ことに秀でており戦士のような前衛職ではまず近づくことすらできない。
シタツヅメ
スズメのような魔物。長い舌が特徴で、激しく鳴く。
コヨウコ
狐の魔物。変身能力があり、子供の姿に化けては遊びに混ざる。作中で言及された個体はタネの村の土地神として祀られていた。
ズボシバナ
モグラのように土に潜る魔物。ホシバナモグラのような鼻をしており、人間の下半身だけを地中に引きずり込んで鼻腔からマナを吸うが弱点（図星）も鼻である。
マウントード
山の形を模した巨大なカエルの魔物。人間を丸呑みにして消化しようとする。
ミクリープ
声 - 大泊貴揮、大野智敬
植物に擬態した魔物。何本もの触手を持ち、触手の先端を開いて人間に吸い付く。
フユウデ
霊魂系の魔物。死んだ人間や動物のマナと残留思念から形作られ、「手」だけが何かを求めるように空中を浮遊する。スキル「気奪（げだつ）」によって生者の体力とマナを吸い取るが、マナを取り込むたびに生前の情報や思念が薄まっていき最終的には消滅する。また、マナを得られずとも存在が尽きて消滅する。
ネコダマシイ
猫の魔物。二本の尾を生やし、尾と尾を叩き合わせて大きな音を出すことで相手を驚かせ、驚いた者に憑依することができる。意志の強い者には干渉できない。憑依された者はその間、二本の尾と猫耳を生やし、体の制御は乗っ取られるも意識は明瞭。
オウルナイト
フクロウの魔物。スキル「夜の羽」によって黒い羽を生み出し、羽にふれたものは「暗闇」状態、すなわち短時間盲目になる。
マヒマヒ
カタツムリのような魔物。人間の顔ほどの大きさがあり、麻痺効果のある分泌液と、触手から放つ微弱な電気によって相手の自由を奪う。
ザブーン
ヒヒ（バブーン）のような魔物。人間と共生関係にあり、人に食料や居住スペースを提供されることと引き換えに、海辺で溺れた人の救助や、人に害ある海の魔物の討伐を行う。
テンタコル
タコのような魔物。海中に生息し、巨大。複数の人間を軽々と持ち上げられる太くたくましい触手を持ち、触手を一撃で切り落とすのは難しい。
ウシオノボウシ
クラゲ（カツオノエボシ）のような魔物。細長いいくつもの触手で絡みつき、毒針で激しい痛みと痺れを引き起こす。
デルタートル
亀のような魔物。甲羅が三角形に変形している。
フォッグス
キツネのような魔物。体を霧状に変え、吸い込んだ者の体力とマナを吸い取る。その間は物理的な攻撃を受けない。
マリョクイ
アリクイのような魔物。長い舌で絡みつき、マナを吸い取る。
フエテ
ナマケモノのような魔物。魔力は高いが体を動かすのが苦手で、「贋外身（がんがいしん）」という分身を生み出して移動の補助や餌探しに使っている。
バイマシラ
猿の魔物。人間程度の体格だが、2倍ほどに巨大化できるスキル「倍化」を持つ。
ゴレント
下部が石、上部が木で出来ている自然に擬態した魔物。しなる枝で獲物の自由を奪い、触手で敷き詰められた口内へ運ぶ。

## 用語
ガード
魔物から街や住民を守る仕事に就く人たちの総称。地域を管轄するギルドに所属し、危険区域の巡回や魔物の討伐、護衛などを担う。職に就くことができるのは、原則として18歳から。なお、ガード以外の危険区域への立ち入りは、許可と護衛が必要である。
エース
それぞれの街において、最も優れた業績を収めているガードに与えられる称号。広告塔でもあり、メディアへの出演やグッズの販売などといった待遇を受けられることもある。
マナ（魔力）
魔法やスキル発動のために消費されるもの。動植物から水、金属に至るまで、あらゆる物体が多かれ少なかれマナを保有している。人間は無意識に空気中に含まれる魔素を体に取り込みマナに変換している。人によって魔素との親和性は異なり、同量のマナでも回復までにかかる時間には個人差がある。また、一口にマナといっても物により性質の違いがある。
フェニザスク
再生を司る神鳥とされる神。擁する機関は「フェニザスク教会」で、腰に「聖紋」を刻むことで信徒に白魔術を授ける。
病院や製薬会社などの医療業界との共生のため、回復魔法の行使は有償。他者への回復手段はほぼ白魔術しかないため、ガードたちは「白魔保険」への加入が必須。白魔術師のガード報酬はギルドからではなく、教会から支払われる。
ゼニス
知識を司る神雲（しんうん）とされる神。擁する機関は「天頂院（てんちょういん）」で、所属する者に黒魔術を授ける。こちらは宗教の形態をとっていない模様。

## 書誌情報
- 河添太一 『不徳のギルド』 スクウェア・エニックス〈ガンガンコミックス〉、既刊15巻（2025年3月12日現在）
  1. 2018年3月22日発売[11]、ISBN 978-4-7575-5623-2
  2. 2018年7月21日発売[12]、ISBN 978-4-7575-5781-9
  3. 2019年2月22日発売[13]、ISBN 978-4-7575-6008-6
  4. 2019年8月9日発売[14]、ISBN 978-4-7575-6234-9
  5. 2020年2月12日発売[15]、ISBN 978-4-7575-6497-8
  6. 2020年8月11日発売[16]、ISBN 978-4-7575-6795-5
  7. 2021年2月12日発売[17]、ISBN 978-4-7575-7088-7
  8. 2021年8月11日発売[18]、ISBN 978-4-7575-7419-9
  9. 2022年3月11日発売[19]、ISBN 978-4-7575-7806-7
  10. 2022年9月12日発売[20]、ISBN 978-4-7575-8132-6
  11. 2023年3月10日発売[21]、ISBN 978-4-7575-8464-8
  12. 2023年9月12日発売[22]、ISBN 978-4-7575-8784-7
  13. 2024年3月12日発売[23]、ISBN 978-4-7575-9094-6
  14. 2024年9月12日発売[24]、ISBN 978-4-7575-9411-1
  15. 2025年3月12日発売[25]、ISBN 978-4-7575-9730-3

## テレビアニメ
2022年3月11日にテレビアニメ化が発表され、同年10月から12月までAT-Xほかにて放送された。

### 修正バージョン
本作はストーリー上性的描写が多数含まれるため、主要スタッフが過去に手掛けた『回復術士のやり直し』と同様、テレビ放送・動画配信などに応じて修正が施されたり、セリフや演出が異なるバージョン違いが複数存在する。
- 「TV放送 ver.」 - 放送倫理に対応し、「絵」と「音声」に規制がかかる。
- 「ちょっと不徳な 配信 ver.」 - 一部の「絵」にのみ規制がかかる。
- 「すごく不徳な AT-X ver.」 - 「絵」のみ無修正になる。
- 「完全に不徳な ディレクターズカット ver.」 - 上記の修正がない。さらに通常の放送尺に加えて新規カットが追加される。

### スタッフ
- 原作 - 河添太一[29]
- 監督 - 朝岡卓矢[29]
- シリーズ構成・脚本 - 筆安一幸[29]
- キャラクターデザイン - 金子ひらく[29]
- サブキャラクター・モンスターデザイン・総作画監督 - ごとうじゅんじ[29]
- プロップデザイン - 枝松聖[29]
- 美術監督・美術設定 - 平柳悟[29]
- 色彩設計 - 松山愛子[29]
- 2Dワークス - 越阪部ワタル[29]
- 撮影監督 - 尾形拓哉[29]
- 編集 - 肥田文[29]
- 音響監督 - 森下広人[29]
- 音楽 - 白澤亮（ノイジークローク）[29]
- 音楽制作 - ランティス[29]
- 音楽プロデューサー - 重松暖
- プロデュース - EGG FIRM[29]
- プロデューサー - 元長聡、小松翔太、吉江輝成、礒谷徳知、畠山拓郎
- アニメーションプロデューサー - 河井敬介
- アニメーション制作 - ティー・エヌ・ケー[29]
- 製作 - 不徳のギルド製作委員会（KADOKAWA、SQUARE ENIX、バンダイナムコミュージックライブ、エー・ティー・エックス、EGG FIRM）

### 主題歌
「Never the Fever!!」
佐咲紗花によるオープニングテーマ。作詞は佐咲紗花、作曲・編曲はヒゲドライバー。
「シュガー･シュガー･スパイス」
栗林みな実によるエンディングテーマ。作詞はMafuyu、作曲・編曲は三好啓太。第12話ではヒタム・キャン（礒部花凜）、メイデナ・アンジェ（渋谷彩乃）、トキシッコ・ダナー（大地葉）、ハナバタ・ノーキンス（鎌倉有那）、ノマ・ルーン（白砂沙帆）が歌唱を担当した。

### 各話リスト
| 話数 | サブタイトル           | 絵コンテ        | 演出              | 作画監督                                                                                 | 初放送日       |
| ---- | ---------------------- | --------------- | ----------------- | ---------------------------------------------------------------------------------------- | -------------- |
| #01  | ひたむきに頑張ります！ | 朝岡卓矢        | 朝岡卓矢          | ごとうじゅんじ 神田岳 斉藤香織 渡辺はるか 北島勇樹 朝岡卓矢                              | 2022年 10月5日 |
| #01  | 少女の知らない世界     | 朝岡卓矢        | 朝岡卓矢          | ごとうじゅんじ 神田岳 斉藤香織 渡辺はるか 北島勇樹 朝岡卓矢                              | 2022年 10月5日 |
| #02  | 晴天の霹靂             | 齊藤佳子        | 大久保亮          | ごとうじゅんじ 神田岳 斉藤香織 清水勝祐 渡辺はるか 小七 王佳涵 谢雨朦                    | 10月12日       |
| #02  | 瀕死の狩人             | 齊藤佳子        | 大久保亮          | ごとうじゅんじ 神田岳 斉藤香織 清水勝祐 渡辺はるか 小七 王佳涵 谢雨朦                    | 10月12日       |
| #03  | みんなで遊ぼう         | 西島克彦        | 臼井貴彦          | 五十嵐望美 志賀道憲 小島えり                                                             | 10月19日       |
| #03  | あなたが初めてです     | 西島克彦        | 臼井貴彦          | 五十嵐望美 志賀道憲 小島えり                                                             | 10月19日       |
| #04  | ドクター・マーダー     | 藏本穂高        | 藏本穂高          | ごとうじゅんじ 神田岳 岩崎令奈 渡辺はるか へばらぎ Echo                                  | 10月26日       |
| #04  | 白と黒                 | 藏本穂高        | 藏本穂高          | ごとうじゅんじ 神田岳 岩崎令奈 渡辺はるか へばらぎ Echo                                  | 10月26日       |
| #05  | キョウカのヒミツ       | 鈴木真彦        | 鈴木真彦          | ごとうじゅんじ 清水勝祐 北島勇樹 神田岳 渡辺はるか 石動仁 小七 王佳涵 谢雨朦 花猫        | 11月2日        |
| #05  | 肉の宴                 | 鈴木真彦        | 鈴木真彦          | ごとうじゅんじ 清水勝祐 北島勇樹 神田岳 渡辺はるか 石動仁 小七 王佳涵 谢雨朦 花猫        | 11月2日        |
| #06  | メーデー               | 安部元宏        | 川部真也 相浦和也 | 嵩本樹 相澤秀亮 橋本有加 川久保美冴 權容祥                                               | 11月9日        |
| #06  | 新しい家族             | 安部元宏        | 川部真也 相浦和也 | 嵩本樹 相澤秀亮 橋本有加 川久保美冴 權容祥                                               | 11月9日        |
| #07  | ムリゲー               | 榊原大河        | 榊原大河          | ごとうじゅんじ 榊原大河 北島勇樹 神田岳 岩崎令奈 清水勝祐 渡辺はるか 小七 王佳涵 谢雨朦  | 11月16日       |
| #07  | ミントアイス           | 榊原大河        | 榊原大河          | ごとうじゅんじ 榊原大河 北島勇樹 神田岳 岩崎令奈 清水勝祐 渡辺はるか 小七 王佳涵 谢雨朦  | 11月16日       |
| #08  | 完全燃焼               | 田中良 朝岡卓矢 | 鈴木真彦          | ごとうじゅんじ 神田岳 清水勝祐 渡辺はるか 石動仁 へばらぎ Echo                           | 11月23日       |
| #08  | ありがとう             | 田中良 朝岡卓矢 | 鈴木真彦          | ごとうじゅんじ 神田岳 清水勝祐 渡辺はるか 石動仁 へばらぎ Echo                           | 11月23日       |
| #09  | 金のタマゴ             | 西島克彦        | 大久保亮          | 松下純子 高田小知代 南部允宏 島袋智和 杉山直輝 櫻井拓郎 Lee Seongjae Cho Hyejeong 神田岳 | 11月30日       |
| #09  | やわらかいもの         | 西島克彦        | 大久保亮          | 松下純子 高田小知代 南部允宏 島袋智和 杉山直輝 櫻井拓郎 Lee Seongjae Cho Hyejeong 神田岳 | 11月30日       |
| #10  | 揺れる思い             | 山田浩之        | 臼井貴彦          | 小島えり                                                                                 | 12月7日        |
| #10  | 偉大な父               | 山田浩之        | 臼井貴彦          | 小島えり                                                                                 | 12月7日        |
| #11  | しわ寄せは走ってくる   | 小川優樹        | 藏本穂高          | ごとうじゅんじ 神田岳 清水勝祐 渡辺はるか 石動仁 小七 王佳涵 谢雨朦                      | 12月14日       |
| #11  | ニューワールド         | 小川優樹        | 藏本穂高          | ごとうじゅんじ 神田岳 清水勝祐 渡辺はるか 石動仁 小七 王佳涵 谢雨朦                      | 12月14日       |
| #12  | 今日は帰りたくない     | 朝岡卓矢        | 大久保亮          | ごとうじゅんじ 神田岳 清水勝祐 岩崎令奈 渡辺はるか 石動仁 小七 王佳涵 谢雨朦             | 12月21日       |
| #12  | 謎解きリトル           | 朝岡卓矢        | 大久保亮          | ごとうじゅんじ 神田岳 清水勝祐 岩崎令奈 渡辺はるか 石動仁 小七 王佳涵 谢雨朦             | 12月21日       |

### 放送局
| 放送期間                 | 放送時間                     | 放送局     | 対象地域 | 備考                                                                               |
| ------------------------ | ---------------------------- | ---------- | -------- | ---------------------------------------------------------------------------------- |
| 2022年10月5日 - 12月21日 | 水曜 23:30 - 木曜 0:00       | AT-X       | 日本全域 | 製作参加 / CS放送 / リピート放送あり R15+指定 / 《すごく不徳な AT-X ver.》での放送 |
| 2022年10月6日 - 12月22日 | 木曜 1:30 - 2:00（水曜深夜） | BS11       | 日本全域 | BS放送 / 『ANIME+』枠                                                              |
|                          | 木曜 1:35 - 2:05（水曜深夜） | TOKYO MX   | 東京都   |                                                                                    |
|                          |                              | KBS京都    | 京都府   |                                                                                    |
|                          |                              | サンテレビ | 兵庫県   |                                                                                    |
| 2022年10月7日 - 12月23日 | 金曜 3:05 - 3:35（木曜深夜） | テレビ愛知 | 愛知県   |                                                                                    |

インターネットでは、まず「TV放送ver.」が2022年10月6日よりdアニメストアにて毎週木曜0時（水曜深夜）より配信され、その後10月13日より毎週木曜0時（水曜深夜）にその他の配信サービスから配信が行われる。そして規制を少し緩めた「ちょっと不徳な 配信ver.」がdアニメストアで10月12日より毎週水曜0時（火曜深夜）にて、10月19日より毎週水曜0時（火曜深夜）にはその他の配信サービスからそれぞれ配信が行われる。。